# Cyrba dotata
Cyrba dotata är en spindelart som beskrevs av Peckham, Peckham 1903. Cyrba dotata ingår i släktet Cyrba och familjen hoppspindlar. Inga underarter finns listade i Catalogue of Life.